# Setodes guttatus
Setodes guttatus là một loài Trichoptera trong họ Leptoceridae. Chúng phân bố ở miền Tân bắc.